# 黄建平 (1963年)
黄建平（1963年5月—），男，汉族，广东普宁人，中华人民共和国政治人物，中国共产党党员。

## 生平
毕业于华南理工大学陶瓷工学专业。2013年，当选为第十二届全国人大代表。2018年2月24日，当选为第十三届全国人大代表。